# شورای ملی آذربایجان
شورای ملی آذربایجان (ترکی آذربایجانی: Azərbaycan Milli Şurası) رکن اصلی نهاد قانون‌گذاری در جمهوری دمکراتیک آذربایجان بود، که ابتدا از ۲۷ ماه مه تا ۱۷ ژوئن سال ۱۹۱۸ و سپس در فاصله زمانی ۱۶ نوامبر تا ۳ دسامبر ۱۹۱۸ فعالیت داشت.

## کارهای اولیه
پس از انقلاب فوریه مانند بسیاری از اقلیت‌های قومی امپراتوری روسیه که در حال افول بود، ترک‌های آذربایجانی نیز اقدام به راه اندازی جنبش‌هایی با هدف استقلال سیاسی از روسیه کردند. بعد در ولایات و مناطقی که در آن ترک‌های آذربایجانی جمعیت قابل توجهی را داشتند، شوراهای ملی مسلمانان را تشکیل دادند. در تاریخ ۲۷ مارس ۱۹۱۷، نمایندگان شوراهای ملی مسلمانان دورم هم گرد آمدند تا کمیته اجرایی موقت آن شورا را دایر نمایند. محمدحسن حاجینسکی به ریاست این کمیته که شامل اعضایی چون محمدامین رسول‌زاده، علیمردان توپچوباشوف، فتحعلی‌خان خویسکی و سایر بنیانگذاران جمهوری دمکراتیک آذربایجان بود، انتخاب شد. پس از انقلاب اکتبر، قفقاز جنوبی از سیطره امپراتوری روسیه خارج شد.
از این رو، «اداره کارپردازی و خواربار ارتش قفقاز جنوبی» که در شهر تفلیس تأسیس شده بود، استقلال جمهوری فدرال دموکراتیک قفقاز جنوبی را رسماً اعلام کرد. آذربایجانی‌ها با ۴۴ عضو، تحت ریاست محمد امین رسول‌زاده بزرگ‌ترین فراکسیون را به تأسیس رساندند. این ۴۴ نماینده از احزاب و ائتلاف‌های مختلفی چون مساوات و دمکرات‌های بی‌طرف، «ائتلاف سوسیالیستی اسلامی»، «اتحاد مسلمانان» و «حزب سوسیالیستی دمکرات اسلامی» دورهم جمع شده بودند.

## تأسیس
هنگامی که وقایع مارس رخ داد، کمیته اجرایی موقت متفرق و علیمردان توپچوباشوف، رئیس وقت آن بازداشت شد. بعد از آنکه اینتلیجنتسیای آذربایجانی از شهر باکو اخراج شد. پس از این اتفاقات تفلیس به مقر جنبش ملی آذربایجان تبدیل گشت. بعد از سقوط جمهوری فدرال دموکراتیک قفقاز جنوبی در ۲۶ ماه مه سال ۱۹۱۸ و انحلال ادارات دولتی آن، فراکسیون آذربایجانیان به شورای ملی آذربایجان تغییر نام داد. این شورا پس از مدتی نه چندان دور، وظایف پارلمانی را به عهده گرفت و در ۲۸ مه سال ۱۹۱۸، اعلام استقلال جمهوری دمکراتیک آذربایجان را نمود. در ۱۶ ژوئن همان سال، شورای ملی آذربایجان به گنجه نقل مکان و آن را به عنوان پایتخت موقت این دولت تازه تأسیس تا زمان انحلال اداره «۲۶ کمیسر باکو» تعیین کرد.

## اعضای شورای ملی آذربایجان
1. محمدامین رسول‌زاده
2. علیمردان توپچوباشوف
3. فتحعلی‌خان خویسکی
4. نصیب بیگ یوسف بیگلی
5. ممدیوسف جعفراف
6. حسن بیگ آقایف
7. خسروبیگ سلطانف
8. عبدالعلی‌بیگ امیرجانف
9. موسی‌بیگ رفیع‌اف
10. محمدحسن حاجینسکی
11. نریمان‌بیگ نریمان‌بیگ‌اف
12. میرهدایت سیدف
13. خلیل‌بیگ خاصمحمدف
14. احمد محمدبیگ‌ف
15. اصلان‌بیگ گارداشف
16. شفعی‌بیگ رستم‌بیگلی
17. حوادبیگ ملیک- یگان‌بیگ‌آف
18. مصطفی محمودف
19. مهدی‌بیگ حاجیبابایف
20. حاج سلیم آخوندزاده
21. مهدی‌بیگ حاجینسکی
22. خدادادبیگ مالک اصلانوف
23. موسیب‌بیگ اخیجانف
24. لطف‌علی‌بیگ بهبودف
25. فریدون‌بیگ کوچرلی
26. ابراهیم وکیلف
27. حمیدبیگ شاهتاختینیسکی
28. رحیم‌بیگ وکیلف
29. علی‌اصگربیگ محمودف
30. یوسف افندی‌زاده
31. میرزا جلال یوسف‌زاده
32. محمدرضا وکیلف
33. اسلام‌بیگ قبولف
34. صمدآقا آقامالی‌اوغلو
35. اکبرآقا شیخ‌الاسلامف
36. ابراهیم ابیلف
37. جعفر آخوندف
38. میریعقوب میرمهدی‌زاده
39. هیبتقولی محمدبیگ‌لی
40. سلطان مجید غنی‌اف
41. ابراهیم‌بیگ حیدرف
42. علی‌خان گانتمیر
43. اصلان‌بیگ صفی‌کردسکی
44. احمدبیگ پپینف
45. باقر رضایف
46. جاموبیگ حاجینسکی
47. محرم محرمف[۴]